# سو جو بارك
سو جو بارك (هانغل: 수주) هي عارضة كورية جنوبية، ولدت في 26 مارس 1986 في سول في كوريا الجنوبية.

## وصلات خارجية
- سو جو بارك على موقع IMDb (الإنجليزية)
- سو جو بارك على موقع قاعدة بيانات الفيلم (الإنجليزية)
- سو جو بارك على موقع دليل عارضات الأزياء (الإنجليزية)